# Picture Music
Picture Music – czwarty album studyjny Klausa Schulzego, wydany w styczniu 1975 roku w Niemczech nakładem wytwórni Brain. Wielokrotnie wznawiany, w tym 18 kwietnia 2005 roku nakładem Revisited Records jako CD z dodatkowym, wcześniej niewydanym utworem.

## Album
Picture Music został nagrany w sierpniu 1973 roku (wkrótce po albumie Cyborg), ale wydany dopiero w styczniu 1975 roku.

### Lista utworów
Lista i informacje według Discogs:
Side 1
| 1. | Totem | 23:45 |
|    |       |       |
|    |       | 23:45 |
|    |       |       |
Side 2
| 1. | Mental Door | 23:00 |
|    |             |       |
|    |             | 23:00 |
|    |             |       |

### Informacje
- Klaus Schulze – kompozytor, wszystkie instrumenty, producent
- Marcel Fugère – zdjęcie
- Jacques Wyrs – ilustracja na okładce

Instrumenty:
- syntezator EMS VCS3 (dźwięki)
- syntezator ARP Odyssee (smyczki; perkusja w „Totem”)
- syntezator ARP 2600 (głos solowy)
- Farfisa Professional Duo (organy)
- perkusja, instrumenty perkusyjne, phaser, Revox Echo-Dolby, magnetofon Quadro Teak-Tape, mikser 16-kanałowy

### Wznowienie (2007)
Album został wydany ponownie 18 kwietnia 2005 roku nakładem Revisited Records jako CD z dodatkowym utworem.
Kolejne wznowienie (w tej samej wersji) pojawiło się 6 maja 2016 roku nakładem niemieckiej wytwórni MIG (Made In Germany), specjalizującej się we wznowieniach.
| 1. | Totem                   | 23:53   |
|    |                         |         |
| 2. | Mental Door             | 23:02   |
|    | Bonus Track:            |         |
| 3. | C'est Pas La Même Chose | 33:00   |
|    |                         |         |
|    |                         | 1:19:55 |
|    |                         |         |
Trzeci utwór, 33-minutowy „C'est Pas La Même Chose”, powstał podczas pierwotnej sesji nagraniowej. Jest to alternatywna, dłuższa wersja „Totem”. Powód opublikowania pierwotnej, krótszej wersji na LP był techniczny – w tamtym czasie strona na płycie winylowej, nagrana z dźwiękiem wysokiej jakości nie zajmowała więcej miejsca niż niecałe 24 minuty.
- Klaus D. Müller – producent wznowienia, zdjęcia
- Michael Schmitz – koordynator wznowienia
- Thomas Ewerhard – layout wznowienia
- Albrecht Piltz, Markus Schurr, Matt Goodluck – autorzy tekstów w książeczce dołączonej do albumu

## Opinie krytyków
W ocenie Dave’a Connolly’ego z AllMusic oba utwory albumu to „poboczne mantry elektronicznej medytacji”. Wstęp do „Totem” nasunął mu skojarzenia z Tubular Bells Mike’a Oldfielda, a zakończenie – z „efektami i surowymi, energetycznymi dźwiękami plazmy, które charakteryzowały twórczość Tangerine Dream z tego okresu”. Ostateczny efekt „Totem” recenzent uważa za „szczerze rozczarowujący”. „Mental Door” z kolei „jest bardziej niespokojny w tonie, prowadzony przez złowieszczo brzmiący keyboard, który usidla słuchacza jak zaklinacz węży”. Album ocenił jako „bardziej perkusyjny i ograniczony w zakresie i efektach niż dzieło Tangerine Dream”.
Zdaniem Thoralfa Koßa z Musikreviews.de Klaus Schulze na Picture Music „maluje wysublimowany obraz dźwiękowy szerokimi, długimi pociągnięciami pędzla syntezatora, który został rozluźniony i udoskonalony przez bardzo różne, mniejsze sekwencje, organy i plamy perkusji” Natomiast wznowienie opisał jako „wydanie, które jest pięknie opakowane, zawiera bogatą książeczkę i zapewnia doskonały dźwięk”.